# Ribeira das Pombas
Ribeira das Pombas es una localidad caboverdiana del municipio de Paul.

## Geografía
La localidad está situada en la isla de Santo Antão.

## Organización territorial
La localidad abarca los lugares y barrios de:
- Barraca
- Praia de Gi
- Ribeira das Pombas
- Tarafe